# Panaxia rhodanica
Panaxia rhodanica là một loài bướm đêm thuộc phân họ Arctiinae, họ Erebidae.